# 後縦靱帯骨化症
後縦靱帯骨化症（こうじゅうじんたいこっかしょう、ossification of posterior longitudinal ligament (OPLL)）とは、後縦靭帯が骨化する疾患。
脊椎椎体後面を上下に走る後縦靱帯の骨化により、脊髄の通り道である脊柱管が狭くなり、神経が圧迫されて知覚障害や運動障害が症状として現れる。

## 疫学
50歳以上の男性で好発し（男女比2：1）、糖尿病患者や肥満症患者での発生頻度が高い。
症状の進行が年単位の長い経過をたどり、悪化せずにすむこともある。靱帯が骨化する原因は不明である。

## 合併症
- 黄色靭帯骨化症
- 前縦靱帯骨化症[1]